# Tom Shadyac
Tom Shadyac (* 11. Dezember 1958 in Falls Church, Virginia) ist ein US-amerikanischer Regisseur, Filmproduzent und Autor.
Shadyac ist bekannt für seine Filmpartnerschaft mit Filmkomiker Jim Carrey, die einige Hits wie Ace Ventura – Ein tierischer Detektiv, Der Dummschwätzer und Bruce Allmächtig hervorbrachte.
Er arbeitete auch mit Eddie Murphy bei der Neuverfilmung der Jerry-Lewis-Komödie Der verrückte Professor und deren Fortsetzung Familie Klumps und der verrückte Professor zusammen. Daneben drehte er Patch Adams mit Robin Williams und Im Zeichen der Libelle mit Kevin Costner. Er zeichnet auch als Executive Producer der ABC-Sitcom "Meine wilden Töchter" verantwortlich.
2007 führte er Regie bei der Bruce Allmächtig-Fortsetzung Evan Allmächtig, diesmal mit Steve Carell in der Hauptrolle. Danach drehte er mit I Am (2010) einen Dokumentarfilm, 2018 folgte der auf biographischen Tatsachen beruhende Spielfilm Brian Banks.

## Filmografie (Auswahl)
- 1984: Magnum (Serie) (Episode 5/8 – Mord für Anfänger – Danny (ein Student))
- 1991: Party Time mit Frankenstein (The College Years)
- 1994: Ace Ventura – Ein tierischer Detektiv (Ace Ventura: Pet Detective) (auch Drehbuch)
- 1996: Der verrückte Professor (The Nutty Professor) (auch Drehbuch)
- 1997: Der Dummschwätzer (Liar Liar)
- 1998: Patch Adams
- 2002: Im Zeichen der Libelle (Dragonfly)
- 2003: Platonically Incorrect
- 2003: Bruce Allmächtig (Bruce Almighty)
- 2007: Evan Allmächtig (Evan Almighty)
- 2010: I Am (Dokumentarfilm)
- 2018: Brian Banks